# Johann Heinrich Schmidt (Mediziner)
Johann Heinrich Schmidt (* 21. April 1660 in Schweinfurt; † 23. März 1723 ebenda) war ein deutscher Mediziner und Arzt in Schweinfurt.

## Leben
Johann Heinrich Schmidt war ein Sohn des Mediziners Elias Schmidt.
Nach seinem Studium wirkte er als Arzt und Physicus in Schweinfurt. Später wurde ihm auch die Professur für Physik am Gymnasium übertragen.
Von seinem Großvater Johann Lorenz Bausch erbte er eine sehr große Bibliothek, die sein Vater für ihn verwaltete und nicht unbeträchtlich vergrößerte.
Am 19. November 1686 wurde Johann Heinrich Schmidt unter der Matrikel-Nr. 153 mit dem akademischen Beinamen Phaeton II. zum Mitglied der Leopoldina gewählt.
Der Mediziner Johann Christoph Schmidt war sein Sohn.